# ウスユキソウ
ウスユキソウ（薄雪草、学名：Leontopodium japonicum）は、キク科ウスユキソウ属に属する高山植物である。変種にミネウスユキソウがある。

## 分布
ウスユキソウは北海道から九州にかけての低山帯から亜高山帯にかけて分布し、ミネウスユキソウは本州中部の高山に分布している。両者は同一種であるが、分布域の高度の違いとそれに伴う環境の違いから呼び分けられている（同一種内の変種として区別される場合もある）。どちらの型も日本のウスユキソウ属の中でもっとも分布域が広く、数も多い。宮田村の特別シンボルに指定されている。

## 特徴
花期は７〜８月、花は小さな花が集まった頭花で、茎の先端につき、その下に苞葉が広がる。頭花は周囲が雌花で、中央に両性花があり、雌花が結実する。
花はヨーロッパのエーデルワイスと比べて花びら（苞葉）の幅が厚い。
ウスユキソウ属の中では比較的綿毛が少なく、かぶっている雪が本当に薄い印象がある。

## 変種
日本植物分類学会では、ミネウスユキソウを下記の様にウスユキソウの変種として扱っている。
- Leontopodium japonicum ウスユキソウ
- Leontopodium japonicum var. shiroumense ミネウスユキソウ、タカネウスユキソウ　分布は本州中部の高山

- ミネウスユキソウ